# PiperJet

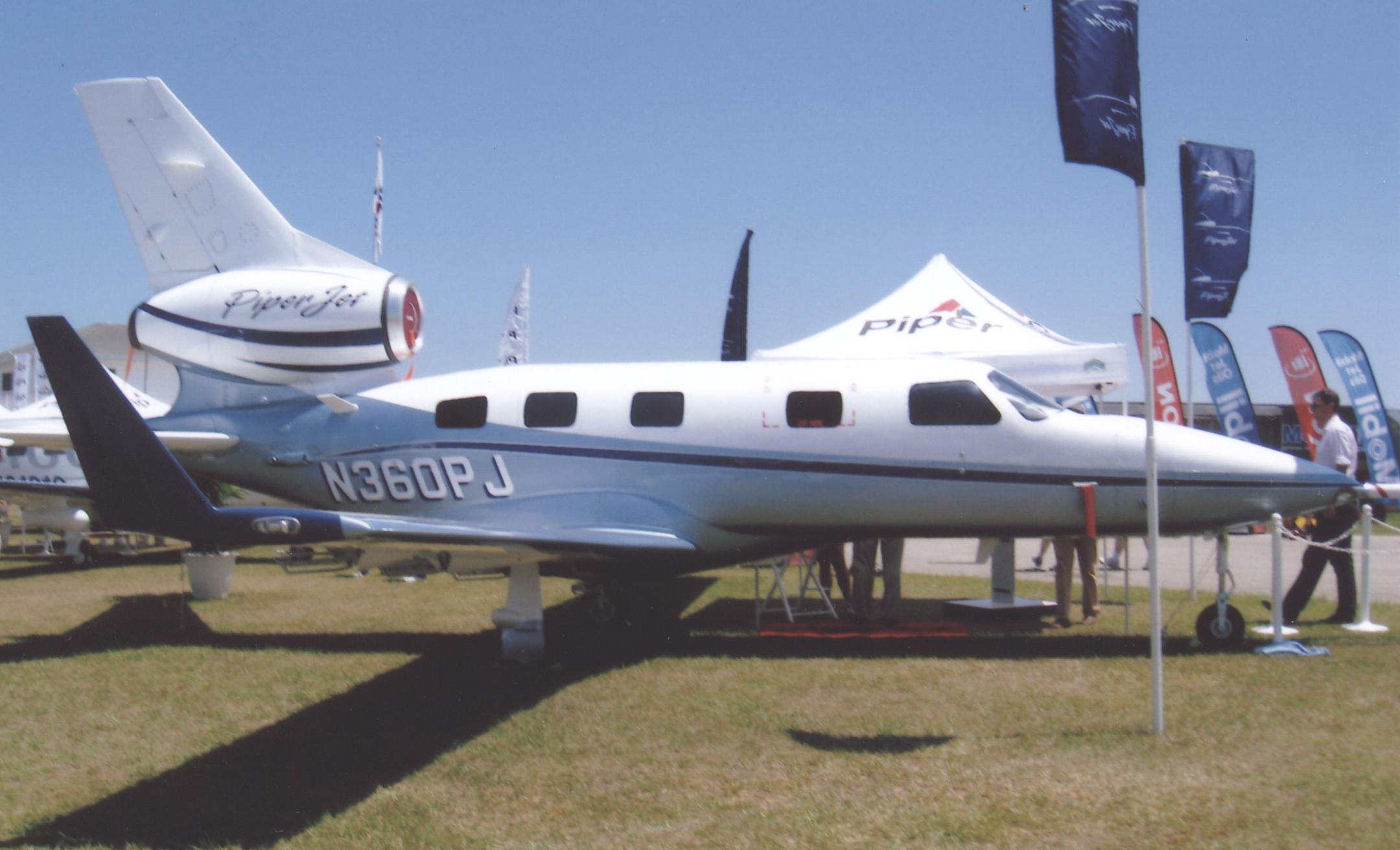
En prototyp av Piper PA-47 PiperJet.

Piper PA-47 PiperJet är ett jetflygplan av typen Very Light Jet (VLJ) från Piper Aircraft som enbart nådde prototypstadiet. PiperJet var Pipers första jetdrivna konstruktion och modellen är utrustad med en enda jetmotor monterad tillsammans med stjärtfenan. Flygplanet har en kabin med plats för 6 till 7 resenärer beroende på utförande samt plats för två piloter i förarkabinen. PiperJet-projektet tillkännagavs i oktober 2006, och i oktober 2010 meddelades att man skulle sikta på en annan konstruktion under beteckningen PiperJet Altaire. I oktober 2011 lades projektet ner av ekonomiska skäl.